# Lac Thor
Lac Thor är en sjö i Kanada. Den ligger i regionen Estrie och provinsen Québec, i den sydöstra delen av landet, 300 km öster om huvudstaden Ottawa. Lac Thor ligger 295 meter över havet. Arean är 1,8 kvadratkilometer.Den sträcker sig 2,2 kilometer i nord-sydlig riktning, och 1,7 kilometer i öst-västlig riktning.
I omgivningarna runt Lac Thor växer i huvudsak blandskog. Runt Lac Thor är det mycket glesbefolkat, med 3 invånare per kvadratkilometer.